# 凌刑密密縫
《凌刑密密縫》（西班牙語：Musarañas）是一部2014年西班牙驚悚恐怖電影，由美卡瑞娜·高梅茲、娜迪亞·聖地牙哥、烏戈·席爾瓦和路易斯·托薩主演，並在第29屆戈雅獎頒獎典禮上獲得三項提名。

## 劇情
1950年代的馬德里。夢西（美卡瑞娜·高梅茲飾）患有廣場恐懼症，足不出戶，與妹妹（娜迪亞·聖地牙哥飾）兩人同住在市中心一間黑暗的公寓裡。 兩姊妹的母親在妹妹出生期間去世，兩姊妹的父親（路易斯·托薩飾）無法面對這個情況而逃走了，因此，夢西被迫扮演父親，母親和姐姐的角色，逃避現實，養成一種沉迷，無助的氣質，視妹妹為她生活中的重心。當他們的鄰居卡洛斯（烏戈·席爾瓦飾）跌下樓梯並尋求幫助時，這對姊妹的生活從此改變。

## 反響
《凌刑密密縫》獲得普遍好評。喬迪·科斯塔（Jordi Costa）在國家報表示：「有人可能會批評《凌刑密密縫》的某些底線和錯誤之處，但這是一部充滿活力的首映電影，能夠以良好的脈動調節逐步向最終過度發展的步伐。」好萊塢報導記者喬納森·霍蘭德（Jonathan Holland）否認烏戈·席爾瓦的表演是「文學上和隱喻上的扁平化」，但聲稱這部電影是“令人愉悅的，即使是含蓄的歷史恐怖，其特徵是美卡瑞娜·高梅茲表演了可口的頂級表演。
另一個觀點為，丹尼爾·洛巴托（Daniel Lobato）在eCartelera表示：「解釋提出《凌刑密密縫》提案失敗的原因將需要進入破壞區域（略），所以我只想說，一旦危險加劇，觀看者和作者（略）之間的信譽一致就將不可挽回地破裂」，並批評烏戈·席爾瓦的表演，聲稱席爾瓦「至少應該在躺在床上之前就看過《點燃生命之海》。」

## 獎項與提名
| 年份 | 獎項           | 類別                 | 入圍                                                     | 結果 | Ref.  |
| ---- | -------------- | -------------------- | -------------------------------------------------------- | ---- | ----- |
| 2015 | 第29屆哥雅獎   | 最佳女演員           | 美卡瑞娜·高梅茲                                          | 提名 | [ 4 ] |
| 2015 | 第29屆哥雅獎   | 最佳處女導演         | 胡安·費爾南多·安德烈斯 & 艾斯特班·羅埃爾（Esteban Roel） | 提名 | [ 4 ] |
| 2015 | 第29屆哥雅獎   | 最佳妝髮設計         | José Quetglas & Carmen Veinat                            | 獲獎 | [ 4 ] |
| 2015 | 德國奇幻電影節 | 最佳電影（處女作獎） | 最佳電影（處女作獎）                                     | 獲獎 | [ 5 ] |